# Walter Almaviva
Walter Almaviva (Vignole Borbera, 1º dicembre 1933 – Alessandria, 10 novembre 2015) è stato un ciclista su strada italiano.

## Biografia
Nato in val Borbera, nel 1950 conobbe Fausto Coppi durante un allenamento e cominciò ad allenarsi con lui e Augusto Morselli nel Tortonese e nell'Appennino ligure, nel 1952 corse per la prima volta da dilettante e vinse la Milano-Castellania in ricordo di Serse, infatti con entrambi era un amico di Fausto e Serse.
Nel 1958 diventa un professionista e vince la 7ª tappa Giro dei Due Mari e nel 1959 ottiene il risultato migliore della sua carriera, arrivando secondo al Giro dell'Appennino dietro a Silvano Ciampi, sempre nello stesso anno fu un gregario dell'Airone nella sua squadra, la Tricofilinae arrivò terzo al Giro delle Alpi Apuane.
Il 16 marzo 1962 ha avuto un grave incidente in moto tra Serravalle Scrivia e Stazzano mentre andava ed è stato ricoverato in prognosi riservata a causa della frattura della mandibola con perdita di alcuni denti, la frattura del femore e di una rotula.
È morto ad Alessandria il 10 novembre 2015 e i funerali si sono svolti nel suo paese natale.

## Piazzamenti

### Grandi Giri
- 1960

9ª tappa Giro d'Italia (Livorno > Carrara)

#### Altri piazzamenti
- 1952 (dilettanti)

Milano - Castellania
- 1953 (dilettanti)

Coppa Del Grande
- 1954 (dilettanti)

G.P. Artigiani Sediai e Mobilieri
Milano-Arenzano: 3º
- 1956

Piccolo Giro di Lombardia: 3º
- 1958

7ª tappa Giro dei Due Mari (Grosseto > Casciana Terme)
Giro dell'Appennino: 44º
Giro del Piemonte: 16º
Road National Championship: 24º
- 1959

Coppa Agostoni: 4º
Coppa Sabatini: 7º
Giro delle Alpi Apuane: 3º
Giro dell'Appennino: 2º
Giro di Lombardia: 21º
Giro del Piemonte: 21º
Giro di Toscana: 25º
Milano-Torino: 18º
Milano-Vignola: 5º
Tre Valli Varesine: 7º
- 1960

Giro del Piemonte: 38º
Tre Valli Varesine: 9º
Milano-Sanremo: 107º
- 1961

Coppa Agostoni: 18º
Giro dell'Appennino: 29º
Giro di Romagna: 25º
Giro di Toscana: 18º
Milano-Vignola: 43º
Tre Valli Varesine: 31º